# جنیفر هاوارد
جنیفر هاوارد (انگلیسی: Jennifer Howard; ۲۳ مارس ۱۹۲۵ – ۱۴ دسامبر ۱۹۹۳) بازیگر تئاتر، تلویزیون و سینما و هنرمند اهل ایالات متحده آمریکا بود.

## بخشی از فیلم‌شناسی
- همه سقوط می‌کنند
- آلفرد هیچکاک تقدیم می‌کند